# Amphiporus nebulosus
Amphiporus nebulosus är en djurart som tillhör fylumet slemmaskar, och som beskrevs av Ernest F. Coe 1901. Amphiporus nebulosus ingår i släktet Amphiporus och familjen Amphiporidae. Inga underarter finns listade i Catalogue of Life.